# Mageroy
Mageroy (Waals: Majrwè) is een van de belangrijkste archeologische plaatsen van de regio. Het ligt in de buurt van de plaats Habay-la-Vieille. Het is een Gallo-Romeinse villa die bewoond was tussen de eerste en vierde eeuw van onze jaartelling.

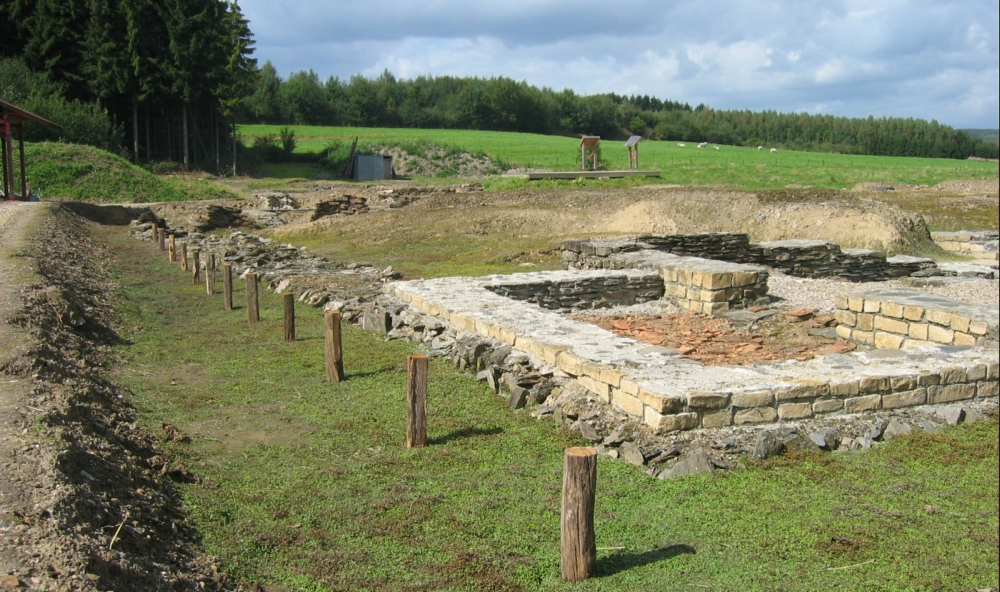
Mageroy, een opgraving van een nederzetting uit de Gallo-Romeinse periode.

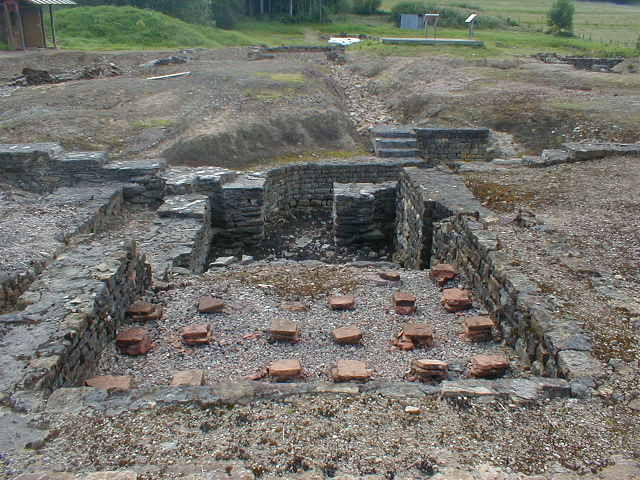
de Romeinse Thermen